# Iffat bint Mohammad Al Thunayan
Iffat bint Mohammad Al Thunayan, född 1916, död 2000, var den mest framträdande av hustrurna till kung Faisal bin Abdul Aziz av Saudiarabien (regerade 1964–1975). Hon har populärt kallats för "drottning Iffat", men hennes formella titel var prinsessa och inte drottning. Hon spelade en unik roll bland hustrurna till saudiska kungar, då hon var den första och hittills enda hustrun till en saudisk kung som deltog i offentlig representation.

## Biografi
Iffat bint Mohammad Al Thunayan föddes i Turkiet som dotter till halvsaudiern Mohammad bin Abdullah Al Thunayan och turkisk-cirkassiska Asia Hanım. Hennes farfar var besläktad med den saudiska kungafamiljen. Hon växte upp i Turkiet, där hon fick sin utbildning. Hon gifte sig med prins Faisal bin Abdul Aziz år 1932.
Maken blev kung 1964. I Saudiarabien fanns det ingen tradition av drottningar. Kungarna hade flera hustrur, som skulle ha samma status och därför alla hade titeln prinsessa, och visade sig inte offentligt. Hennes makes regeringstid var dock en förhållandevis liberal period. Iffat blev år 1967 den första hustrun till en saudisk kung som visade sig offentligt och deltog i representation. Hon visade sig inte i TV och blev sällan fotograferad, men hon framträdde offentligt klädd i moderna kläder (dock med hijab), besökte olika delar av landet, tog emot utländska besökare och saudiska medborgare, något saudiska kungliga hustrur annars inte gjorde, och spelade alltså en unik roll; hennes makes övriga hustrur deltog inte i offentlig representation, och det gjorde inte heller hustrurna till hennes makes företrädare eller efterträdare. 
Iffat bint Mohammad Al Thunayan blev hedersordförande i kvinnoföreningen Saudiska Renässansföreningen; ett nyligen grundat sällskap som lärde kvinnor handarbete och bedrev välgörenhet för barn. Hon grundade 1955 Saudiarabiens första skola för flickor, flickskolan Dar Al Hanan i Jeddah, och 1956 ett barnhem för flickor. Hon grundade även 1960 ett gymnasium för flickor Kulliyat ul Banat. Hon hade aldrig formellt titeln drottning, eftersom den titeln inte fanns i Saudiarabien, men hon kallades informellt för drottning Iffat.